# NGC 5865
NGC 5865 (NGC 5868) é uma galáxia elíptica (E-S0) localizada na direcção da constelação de Virgo. Possui uma declinação de +00° 31' 49" e uma ascensão recta de 15 horas, 09 minutos e 49,1 segundos.
A galáxia NGC 5865 foi descoberta em 11 de Abril de 1787 por William Herschel.